# Seznam ulic v Brně-Bosonohách
Seznam ulic v Brně-Bosonohách uvádí přehled ulic a veřejných prostranství na území městské části Brno-Bosonohy, která je územně totožná s evidenční částí obce Bosonohy a s katastrálním územím Bosonohy.

## Seznam
| Název              | Pojmenováno po                 | Souřadnice                       | Obrázek | Commons               | RÚIAN   | Mapy.cz         |
| ------------------ | ------------------------------ | -------------------------------- | ------- | --------------------- | ------- | --------------- |
| Achtelky           | dělení                         | 49°11′7″ s. š., 16°32′15″ v. d.  |         |                       | 660400  | stre&id=140041  |
| Bosonožské náměstí | Bosonohy                       | 49°10′35″ s. š., 16°31′46″ v. d. |         | Bosonožské náměstí    | 21806   | stre&id=79025   |
| Bítešská           | Velká Bíteš                    | 49°10′16″ s. š., 16°33′20″ v. d. |         | Bítešská (Brno)       | 35955   | stre&id=80435   |
| Chironova          | Louis Chiron                   | 49°10′51″ s. š., 16°32′40″ v. d. |         | Chironova             | 660418  | stre&id=140042  |
| Elišky Junkové     | Eliška Junková                 | 49°10′18″ s. š., 16°33′4″ v. d.  |         | Elišky Junkové (Brno) | 2760762 | stre&id=5197661 |
| Horynova           | Bohumil Berghauer              | 49°10′40″ s. š., 16°32′17″ v. d. |         |                       | 731684  | stre&id=145871  |
| Hoštická           | Hoštice                        | 49°10′33″ s. š., 16°31′28″ v. d. |         |                       | 24261   | stre&id=79270   |
| Jemelkova          | Josef Jemelka                  | 49°10′6″ s. š., 16°33′23″ v. d.  |         | Jemelkova             | 24830   | stre&id=79327   |
| Jihlavská          | Jihlava                        | 49°10′24″ s. š., 16°33′0″ v. d.  |         | Jihlavská (Brno)      | 24929   | stre&id=79336   |
| Jámy               |                                | 49°10′53″ s. š., 16°31′22″ v. d. |         |                       | 24767   | stre&id=79320   |
| K Berce            |                                | 49°10′39″ s. š., 16°32′9″ v. d.  |         |                       | 700029  | stre&id=142941  |
| Kolmá              | místo                          | 49°10′23″ s. š., 16°31′47″ v. d. |         |                       | 660426  | stre&id=140043  |
| Konopiska          |                                | 49°10′19″ s. š., 16°31′52″ v. d. |         |                       | 26531   | stre&id=79498   |
| Křivánky           |                                | 49°10′41″ s. š., 16°32′16″ v. d. |         |                       | 26506   | stre&id=79495   |
| Libušina třída     | Libuše                         | 49°11′29″ s. š., 16°31′48″ v. d. |         | Libušina třída (Brno) | 27456   | stre&id=79590   |
| Mlaty              | mlat                           | 49°10′35″ s. š., 16°31′54″ v. d. |         |                       | 28479   | stre&id=79691   |
| Nad Pisárkami      | Pisárky                        | 49°11′10″ s. š., 16°33′6″ v. d.  |         | Nad Pisárkami         | 36391   | stre&id=80478   |
| Ostopovická        | Ostopovice                     | 49°10′19″ s. š., 16°31′48″ v. d. |         |                       | 29220   | stre&id=79765   |
| Padělíky           |                                | 49°10′40″ s. š., 16°31′28″ v. d. |         |                       | 29301   | stre&id=79773   |
| Pražská            | Praha                          | 49°10′25″ s. š., 16°31′45″ v. d. |         | Pražská (Brno)        | 30210   | stre&id=79863   |
| Práčata            |                                | 49°10′41″ s. š., 16°31′19″ v. d. |         |                       | 30228   | stre&id=79864   |
| Průjezdní          |                                | 49°10′27″ s. š., 16°31′52″ v. d. |         |                       | 30368   | stre&id=79878   |
| Pusty              |                                | 49°10′47″ s. š., 16°31′22″ v. d. |         |                       | 30597   | stre&id=79901   |
| Přímá              | tvar                           | 49°10′42″ s. š., 16°31′33″ v. d. |         |                       | 28029   | stre&id=79647   |
| Rebovka            |                                | 49°10′44″ s. š., 16°31′22″ v. d. |         |                       | 700037  | stre&id=142942  |
| Rušná              |                                | 49°10′42″ s. š., 16°31′40″ v. d. |         |                       | 31119   | stre&id=79953   |
| Sedla              |                                | 49°10′24″ s. š., 16°32′0″ v. d.  |         |                       | 31402   | stre&id=79981   |
| Skalní             | hornina                        | 49°10′39″ s. š., 16°32′5″ v. d.  |         |                       | 31518   | stre&id=79992   |
| Sojkova            | Eduard Sojka                   | 49°10′42″ s. š., 16°32′24″ v. d. |         |                       | 36811   | stre&id=80520   |
| Troubská           | Troubsko                       | 49°10′21″ s. š., 16°31′32″ v. d. |         |                       | 33430   | stre&id=80183   |
| U smyčky           | točna                          | 49°10′37″ s. š., 16°31′37″ v. d. |         |                       | 33774   | stre&id=80217   |
| Vratná             | slepá ulice                    | 49°10′41″ s. š., 16°31′31″ v. d. |         |                       | 34843   | stre&id=80324   |
| Vrchní             | Bosonohy                       | 49°10′35″ s. š., 16°31′43″ v. d. |         |                       | 34916   | stre&id=80331   |
| Vzhledná           |                                | 49°10′33″ s. š., 16°31′40″ v. d. |         |                       | 35149   | stre&id=80354   |
| Za vodojemem       | vodojem Bosonohy               | 49°10′47″ s. š., 16°31′26″ v. d. |         |                       | 35262   | stre&id=80366   |
| Ztracená           | místo                          | 49°10′39″ s. š., 16°31′41″ v. d. |         |                       | 35734   | stre&id=80413   |
| Zájezdní           | hospoda                        | 49°10′28″ s. š., 16°31′47″ v. d. |         |                       | 35416   | stre&id=80381   |
| Ševčenkova         | Semjon Konstantinovič Ševčenko | 49°10′19″ s. š., 16°31′46″ v. d. |         |                       | 31267   | stre&id=79967   |